# Parozodera
Parozodera är ett släkte av skalbaggar. Parozodera ingår i familjen långhorningar.
Kladogram enligt Catalogue of Life:
| Parozodera | \| \| Parozodera chemsaki \| \| \| \| \| \| Parozodera farinosa \| \| \| \| |
|            | \| \| Parozodera chemsaki \| \| \| \| \| \| Parozodera farinosa \| \| \| \| |
|            | Parozodera chemsaki                                                         |
|            |                                                                             |
|            | Parozodera farinosa                                                         |
|            |                                                                             |